# 13149 Гейзенберг
13149 Гейзенберг (13149 Heisenberg) — астероїд головного поясу, відкритий 4 березня 1995 року.
Тіссеранів параметр щодо Юпітера — 3,197.